# Dioscorea asclepiadea
Dioscorea asclepiadea là một loài thực vật có hoa trong họ Dioscoreaceae. Loài này được Prain & Burkill mô tả khoa học đầu tiên năm 1916.